# Marshalliella oxygaster
Marshalliella oxygaster är en stekelart som beskrevs av Marshall 1914. Marshalliella oxygaster ingår i släktet Marshalliella och familjen Scelionidae. Inga underarter finns listade i Catalogue of Life.